# دهستان زرین (سامان)
زرین، دهستانی به مرکزیت گرمدره از توابع شهرستان سامان در استان چهارمحال و بختیاری ایران است.

## جمعیت
براساس سرشماری سال ۱۳۹۰ جمعیت آن ۱٬۹۸۸ نفر (۳۴۲ خانوار) بوده‌است.